# Fraktion der Europäischen Volkspartei (Christdemokraten)/9. Legislaturperiode
Die folgende Liste enthält die Mitglieder der Fraktion der Europäischen Volkspartei (Christdemokraten) in der 9. Legislaturperiode von 2019 bis 2024. Bei ihrer Konstituierung nach der Europawahl 2019 hatte die Fraktion 182 Mitglieder, zu Ende der Legislatur 176.
| Land | Partei    | Partei                                                        | Partei                                   | Abgeordnete | Abgeordnete |
| Land | Kürzel    | National                                                      | Europapartei                             | Anzahl      | Mitglieder |
| --- | --------- | ------------------------------------------------------------- | ---------------------------------------- | ----------- | --- |
| Belgien | LE        | Les Engagés                                                   | EVP                                      | 1/21        | Benoît Lutgen |
| Belgien | CD&V      | Christen Democratisch en Vlaams                               | EVP                                      | 2/21        | Cindy Franssen, Kris Peeters (bis 11. Januar 2021), Tom Vandenkendelaere (seit 25. Januar 2021) |
| Belgien | CSP       | Christlich Soziale Partei                                     | EVP                                      | 1/21        | Pascal Arimont |
| Bulgarien | GERB      | Bürger für eine europäische Entwicklung Bulgariens            | EVP                                      | 5/17        | Assim Ademow, Andrej Kowatschew, Eva Maydell, Andrej Nowakow, Emil Radew |
| Bulgarien | SDS       | Union der Demokratischen Kräfte                               | EVP                                      | 1/17        | Aleksandar Jordanow |
| Bulgarien | DSB       | Demokraten für ein starkes Bulgarien                          | EVP                                      | 1/17        | Radan Kanew |
| Dänemark | KF        | Det Konservative Folkeparti                                   | EVP                                      | 1/14        | Pernille Weiss |
| Deutschland | CDU       | Christlich Demokratische Union Deutschlands                   | EVP                                      | 23/96       | Hildegard Bentele, Stefan Berger, Daniel Caspary, Lena Düpont, Christian Ehler, Michael Gahler, Jens Gieseke, Niclas Herbst, Dieter Peter Jahr, Hans-Peter Liese, Norbert Lins, David McAllister, Markus Pieper, Dennis Radtke, Christine Schneider, Sven Schulze (bis 28. September 2021), Andreas Schwab, Ralf Seekatz, Sven Simon, Sabine Verheyen, Axel Voss, Marion Walsmann, Rainer Wieland, Karolin Braunsberger-Reinhold (seit 7. Oktober 2021) |
| Deutschland | CSU       | Christlich-Soziale Union in Bayern                            | EVP                                      | 6/96        | Christian Doleschal, Markus Ferber, Monika Hohlmeier, Marlene Mortler, Angelika Niebler, Manfred Weber |
| Deutschland | Familie   | Familien-Partei Deutschlands                                  | ECPM                                     | 1/96        | Helmut Geuking (29. April 2021 bis 4. Februar 2024), Niels Geuking (seit 5. Februar 2024) |
| Estland | IRL       | Isamaa ja Res Publica Liit                                    | EVP                                      | 1/7         | Riho Terras (seit 1. Februar 2020) |
| Finnland | KOK       | Kansallinen Kokoomus-Samlingspartiet                          | EVP                                      | 2/14        | Sirpa Pietikäinen, Petri Sarvamaa (bis 31. Mai 2024), Henna Virkkunen |
| Finnland | KD        | Kristillisdemokraatit                                         | EVP                                      | 1/14        | Eija-Riitta Korhola (seit 1. Juni 2024) |
| Frankreich | LR        | Les Républicains                                              | EVP                                      | 7/79        | François-Xavier Bellamy, Arnaud Danjean, Geoffroy Didier, Agnès Evren (bis 23. September 2023), Brice Hortefeux, Nadine Morano, Anne Sander, Laurence Sailliet (seit 24. September 2023) |
| Frankreich | LC        | Les Centristes                                                | –                                        | 1/79        | Nathalie Colin-Oesterlé |
| Griechenland | ND        | Nea Dimokratia                                                | EVP                                      | 6/21        | Anna-Michelle Asimakopoulou, Manolis Kefalogiannis, Stelios Kympouropoulos, Giorgos Kyrtsos (bis 4. Mai 2022), Vangelis Meimarakis, Maria Spyraki, Eliza Vozemberg, Theodoros Zagorakis (bis 5. April 2024) |
| Irland | FG        | Fine Gael                                                     | EVP                                      | 5/13        | Frances Fitzgerald, Seán Kelly, Mairead McGuinness (bis 11. Oktober 2020), Maria Walsh, Deirdre Clune (seit 1. Februar 2020), Colm Markey (seit 20. November 2020) |
| Italien | FI        | Forza Italia                                                  | EVP                                      | 10/76       | Silvio Berlusconi (bis 12. Oktober 2022), Fulvio Martusciello, Giuseppe Milazzo (bis 22. Juni 2021, dann EKR), Aldo Patriciello (bis 1. Februar 2024, Übertritt zu Lega), Massimiliano Salini, Antonio Tajani (bis 12. Oktober 2022), Salvatore De Meo (seit 1. Februar 2020), Isabella Adinolfi (seit 29. April 2021), Luisa Regimenti (8. Juli 2021 bis 3. April 2023), Lucia Vuolo (seit 10. September 2021), Andrea Caroppo (vom 29. April 2021 bis zum 12. Oktober 2022; auch Mitglied bei Sud in Testa), Lara Comi (seit 2. November 2022), Alessandra Mussolini (seit 2. November 2022), Francesca Peppucci (seit 20. April 2023), Caterina Chinnici (Übertritt von PD im April 2023), Stefania Zambelli (ab 19. Oktober 2023, Übertritt von Lega) |
| Italien | SVP       | Südtiroler Volkspartei                                        | EVP                                      | 1/76        | Herbert Dorfmann |
| Italien |           | Unabhängig                                                    | –                                        | 1/76        | Matteo Gazzini (seit Januar 2024) |
| Kroatien | HDZ       | Hrvatska demokratska zajednica                                | EVP                                      | 4/12        | Karlo Ressler, Tomislav Sokol, Dubravka Šuica (bis 30. November 2019), Željana Zovko, Sunčana Glavak (seit 1. Dezember 2019) |
| Lettland | JV        | Jauna Vienotība                                               | EVP                                      | 2/8         | Sandra Kalniete, Inese Vaidere, Dace Melbārde (22. August 2022 bis 6. Mai 2024) |
| Litauen | TS-LKD    | Tėvynės Sąjunga – Lietuvos krikščionys demokratai             | EVP                                      | 3/11        | Rasa Juknevičienė, Andrius Kubilius, Liudas Mažylis |
| Litauen | AMT       | Aušra Maldeikienė traukinys                                   | –                                        | 1/11        | Aušra Maldeikienė |
| Luxemburg | CSV       | Chrëschtlech Sozial Vollekspartei                             | EVP                                      | 2/6         | Christophe Hansen (bis 23. Oktober 2023), Isabel Wiseler-Lima, Martine Kemp (seit 24. Oktober 2023) |
| Malta | PN        | Partit Nazzjonalista                                          | EVP                                      | 2/6         | David Casa, Roberta Metsola |
| Niederlande | CDA       | Christen-Democratisch Appèl                                   | EVP                                      | 5/29        | Tom Berendsen, Esther de Lange (bis 15. Februar 2024), Jeroen Lenaers, Annie Schreijer-Pierik, Toine Manders (seit 2. Juni 2020), Henk Jan Ormel (seit 27. Februar 2024) |
| Niederlande | 50PLUS    | 50PLUS                                                        | –                                        | –           | Toine Manders (bis 2. Juni 2020) |
| Niederlande | CU        | ChristenUnie                                                  | ECPM                                     | 1/29        | Peter van Dalen (bis 3. September 2023), Anja Haga (seit 5. September 2023) |
| Österreich | ÖVP       | Österreichische Volkspartei                                   | EVP                                      | 7/19        | Alexander Bernhuber, Karoline Edtstadler (bis 6. Januar 2020), Othmar Karas, Lukas Mandl, Simone Schmiedtbauer (bis 16. Oktober 2023), Barbara Thaler, Angelika Winzig, Christian Sagartz (seit 23. Januar 2020), Wolfram Pirchner (seit 17. Oktober 2023) |
| Polen | PO        | Platforma Obywatelska                                         | EVP                                      | 12/52       | Bartosz Arłukowicz (bis 18. Oktober 2023), Jerzy Buzek, Jarosław Duda, Tomasz Frankowski, Andrzej Halicki, Danuta Hübner, Ewa Kopacz, Janusz Lewandowski, Elżbieta Łukacijewska, Jan Olbrycht, Radosław Sikorski (bis 12. Dezember 2023), Róża Thun (bis 9. November 2021), Włodzimierz Karpiński (seit 16. November 2023), Witold Pahl (seit 16. November 2023), Krzysztof Brejza (seit 3. Januar 2024) |
| Polen | PSL       | Polskie Stronnictwo Ludowe                                    | EVP                                      | 2/52        | Krzysztof Hetman (bis 18. Oktober 2023), Adam Jarubas, Jarosław Kalinowski |
| Polen |           | Unabhängig                                                    | –                                        | 2/52        | Magdalena Adamowicz, Janina Ochojska |
| Portugal | CDS-PP    | Centro Democrático e Social – Partido Popular                 | EVP                                      | 1/21        | Nuno Melo (bis 25. März 2024), Vasco Becker-Weinberg (seit 26. März 2024) |
| Portugal | PSD       | Partido Social Democrata                                      | EVP                                      | 6/21        | Álvaro Amaro (bis 6. Juli 2023), Maria da Graça Carvalho (bis 1. April 2024), José Manuel Fernandes (bis 1. April 2024), Cláudia Monteiro de Aguiar (bis 4. April 2024), Paulo Rangel (bis 1. April 2024), Lídia Pereira, Carlos Coelho (seit 7. Juli 2023), Ana Miguel dos Santos (seit 2. April 2024), Vânia Neto (seit 2. April 2024), Teófilo Santos (seit 2. April 2024), Ricardo Morgado (seit 5. April 2024) |
| Rumänien | UDMR      | Uniunea Democrată a Maghiarilor din România                   | EVP                                      | 2/33        | Loránt Vincze, Iuliu Winkler |
| Rumänien | PMP       | Partidul Mișcarea Populară                                    | EVP                                      | 2/33        | Traian Băsescu, Eugen Tomac |
| Rumänien | PNL       | Partidul Național Liberal                                     | EVP                                      | 10/33       | Vasile Blaga, Rareș Bogdan, Daniel Buda, Cristian Silviu Bușoi, Gheorghe Falcă, Mircea Hava, Marian-Jean Marinescu, Dan Motreanu, Siegfried Mureșan, Adina Vălean (bis 30. November 2019), Gheorghe-Vlad Nistor (seit 2. Dezember 2019) |
| Schweden | M         | Moderata samlingspartiet                                      | EVP                                      | 4/21        | Arba Kokalari, Jessica Polfjärd, Tomas Tobé, Jörgen Warborn |
| Schweden | KD        | Kristdemokraterna                                             | EVP                                      | 1/21        | David Lega, Sara Skyttedal (bis 15. Februar 2024) |
| Schweden |           | Folklistan                                                    | –                                        | 1/21        | Sara Skyttedal (seit 8. April 2024, von 15. Februar 2024 bis 8. April 2024 unabhängig) |
| Slowakei | Demokrati | Demokrati                                                     | EVP                                      | –           | Vladimír Bilčík (bis 30. November 2023), Michal Wiezik (bis 7. Dezember 2021) |
| Slowakei | KDH       | Kresťanskodemokratické hnutie                                 | EVP                                      | 2/14        | Ivan Štefanec, Miriam Lexmann (seit 1. Februar 2020) |
| Slowakei | Slovensko | Slovensko                                                     | EVP                                      | 1/14        | Peter Pollák |
| Slowakei |           | Unabhängig                                                    | –                                        | 1/14        | Vladimír Bilčík (seit 1. Dezember 2023) |
| Slowenien | SDS       | Slovenska Demokratska Stranka                                 | EVP                                      | 2/8         | Romana Tomc, Milan Zver |
| Slowenien | SLS       | Slovenska Ljudska Stranka                                     | EVP                                      | 1/8         | Franc Bogovič |
| Slowenien | N.Si      | Nova Slovenija                                                | EVP                                      | 1/8         | Ljudmila Novak |
| Spanien | PP        | Partido Popular                                               | EVP                                      | 13/59       | Pablo Arias Echeverría, Isabel Benjumea, Pilar de Castillo, Rosa Estarás, José Manuel García-Margallo, Esteban González Pons (bis 16. August 2023), Leopoldo López Gil, Antonio López-Istúriz White, Francisco Millán Mon, Dolors Montserrat, Francisco Javier Zarzalejos, Juan Ignacio Zoido, Gabriel Mato Adrover (seit 1. Februar 2020), Ana Collado Jiménez (seit 6. September 2023) |
| Spanien | C's       | Ciudadanos                                                    | ALDE                                     | 1/59        | Adrián Vázquez Lázara (seit 17. Juni 2024) |
| Tschechien | KDU-ČSL   | Křesťanská a demokratická unie – Československá strana lidová | EVP                                      | 2/21        | Michaela Šojdrová, Tomáš Zdechovský |
| Tschechien | TOP 09    | TOP 09                                                        | EVP                                      | 2/21        | Luděk Niedermayer, Jiří Pospíšil |
| Tschechien | STAN      | Starostové a nezávislí                                        | –                                        | 1/21        | Stanislav Polčák |
| Ungarn | KDNP      | Kereszténydemokrata Néppárt                                   | EVP                                      | 1/21        | György Hölvényi |
| Ungarn | Fidesz    | Fidesz – Ungarischer Bürgerbund                               | – (am 18. März 2021 aus EVP ausgetreten) | –           | Andrea Bocskor, Andor Deli, Tamás Deutsch, Kinga Gál, Enikő Győri, András Gyürk, Balázs Hidvéghi, Lívia Járóka, Ádám Kósa, József Szájer (bis 1. Januar 2021), Edina Tóth, László Trócsányi, Ernő Schaller-Baross (seit 10. Januar 2021) (alle am 3. März 2021 ausgetreten) |
| Zypern | DISY      | Dimokratikos Synagermos                                       | EVP                                      | 2/6         | Leftéris Christóforou (bis 1. November 2022), Loukas Fourlas, Eleni Stavrou (seit 2. November 2022) |
| Summe | Summe     | Summe                                                         | Summe                                    | 177/705     | |
| Mitglieder der Europäischen Volkspartei (168) Mitglieder der Europäischen Christlichen Politischen Bewegung (2) Mitglieder der Allianz der Liberalen und Demokraten für Europa (1) Unabhängige Fraktionsmitglieder (8) |           |                                                               |                                          |             | |